# Stephen A. Northway
Stephen Asa Northway (19 de junio de 1833 - 8 de septiembre de 1898) fue un miembro de la Cámara de Representantes de los Estados Unidos por Ohio.

## Primeros años

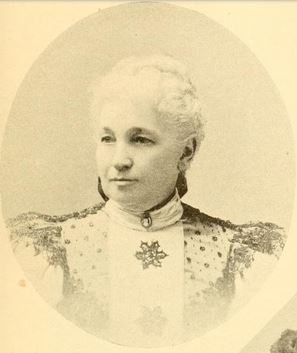
Señora Stephen A. Northway

Nacido en Christian Hollow, Nueva York, Northway se trasladó con sus padres en 1840 al municipio de Orwell, Ohio. Asistió a la escuela del distrito, a la Academia de Kingsville y a la Academia de Orwell. Dio clases en la escuela. Estudió derecho.

## Carrera
Fue admitido en el colegio de abogados en 1859 y comenzó a ejercer en Jefferson, Ohio. Fue fiscal del condado de Ashtabula entre 1861 y 1865. Fue miembro de la Cámara de Representantes del Estado en 1865 y 1866. Reanudó el ejercicio de la abogacía.

## Vida posterior y muerte
Northway fue elegido como republicano para los congresos quincuagésimo tercero, quincuagésimo cuarto y quincuagésimo quinto y sirvió desde el 4 de marzo de 1893 hasta su muerte en Jefferson, Ohio, el 8 de septiembre de 1898. Fue enterrado en el Cementerio de Oakdale.